# 勁舞團
劲舞团（韓語：오디션 온라인），在日本也曾被叫做Ryzme或Dancin' Paradise，後來在日本命名为X-Beat。本游戏是由韩国T3 Entertainment研发的音乐舞蹈类网络游戏，于2005年年底在韩国展开测试。
劲舞团在大中华地区分别由三家公司负责运营：中国大陆由久游网负责运营；台湾由因思锐游戏总局负责运营（因合約到期，於2016年2月26日改交由樂意傳播取得代理權，並開始營運）；香港及澳门由Gameone和久游网联合负责运营。(因合約到期,Gameone 於2016年10月26日停止開放註冊,並於2016年11月18日正式停止營運
劲舞团是一款免费的网络游戏，但是游戏中大部分的服装、表情等虚拟道具是需要收费的。
在韩国，劲舞团已经推出其他平台上的游戏版本：2007年6月7日推出PSP版；2007年11月推出街机版。
2005年7月，《劲舞团》在中国大陆成为中华人民共和国文化部第一批适合未成年人网络游戏产品。
目前，劲舞团韩国区、中国大陆区、港澳區、印尼区、东南亚区、越南区和北美区已经更新到“第二季”。

## 游戏发展史
劲舞团的缘由是因为一部叫《Audition》的漫画，这部漫画曾经在韩国年轻人中流行过。游戏是由T3 Entertainment开发，Yedang Online负责其全球发行。游戏最初于2005年在韩国展开测试，结果广受欢迎，在Yedang Online坚持不懈的推荐之下，劲舞团在中国大陆、日本、东南亚、欧洲、北美及拉丁美洲都有了本土运营商。Yedang Online还曾经发布过一个“世界服务器”的跨地区运营服务器，但是由于游戏本土化的推行，全球服务器更新速度开始放慢，最后在一次駭客攻击中，世界服务器正式宣布结束运营。目前，韩国区服务器仍然是更新最快的地区。

劲舞团是一款可免费网游，游戏内采用虚拟现金系统销售虚拟角色的服装、表情、配件等，还提供部分功能道具。这里大部分的道具是需要通过现金购买虚拟货币才能得到。
在谷歌搜索热榜上，劲舞团曾是2007年和2008年热门游戏类的第三名，仅次于魔兽世界与跑跑卡丁車。
但是伴隨勁舞團的發展，韓國開發商與出版商與幾個主要地區的地區代理商出現了各種摩擦，例如原本負責勁舞團韓國營運的Bugs和RoiWorld放棄了繼續營運，Nexon則放棄了其在日本和北美的代理權。而作為勁舞團最主要的兩個市場中國大陸地跟台湾地区，地區代理商紛紛推出勁舞團2來對抗勁舞團。
T3 Entertainment和Yedang Online只擁有Audition Dance Battle Online的商標權，而沒有勁舞團的商標權。因此勁舞團及其續作在變更代理商之後將不得不易名。
因應T3 Entertainment 與YD Online 發生糾紛,T3 希望奪回遊戲發行的權力,因此現已交由 T3 所收的Hanbit Soft 負責海外銷售

## 所获奖项
- 2007年，中国国际数码互动娱乐产品及技术应用展览会（ChinaJoy）- “金翎奖”最佳境外网络游戏[5]；
- 2006年，第三届中国游戏产业年会 - 年度十大最受欢迎的网络游戏奖[6]；
- 2006年，中国国际数码互动娱乐产品及技术应用展览会（ChinaJoy）- “金翎奖”玩家最喜爱的十大网游[7]，最佳境外网络游戏[8]；
- 2005年，中国软件行业协会游戏软件分会 - “金手指奖”最具创意绿色网游[9]；

※该部分内容仅包括中国大陆地区奖项。

## 全球服务器
。
| 服务器名 | 语言                                     | 所属國家／地区           | 本地运营商                           | 注册限制                                                              |
| -------- | ---------------------------------------- | ------------------------ | ------------------------------------ | --------------------------------------------------------------------- |
| 韩国     | 朝鲜语                                   |                          | Yedang Online和HanbitON              | 系统语言限制，需提供韩国身份证。                                      |
| 日本     | 日本语                                   | 日本                     | Hanbit Ubiquitous Entertainment Inc. | 中国大陆IP无法登入                                                    |
| 中国大陆 | 简体中文                                 | 中国大陆                 | 久游网                               | 需提供中华人民共和国居民身份证号码。                                  |
| 菲律宾   | 英语                                     | 菲律賓                   | IP E-Games Ventures                  | 需注册e-Games通行证。                                                 |
| 东南亚区 | 英语                                     | 新加坡 · 马来西亚 · 泰國 | AsiaSoft Online Pte                  | 中国大陆部分IP无法登陆（部分地区的IP可以登录没有封死）。              |
| 泰国     | 泰语                                     | 泰國                     | Asiasoft Corporation                 | 需提供泰国身份证号码。                                                |
| 越南     | 越南语                                   | 越南                     | VTC                                  | 无任何限制。                                                          |
| 台湾     | 繁体中文                                 | 臺灣                     | 樂意傳播                             | 需提供中华民国身份证号码。                                            |
| 港澳     | 繁体中文                                 | 香港 · 澳門              | Gameone 久游网                       | 需要提供身份证（不清楚是否会验证）                                    |
| 北美区   | 英语                                     | 美国 · 加拿大            | Redbana（T3子公司）                  | 美洲区原由北美NEXON代理，北美区主要面对官方语言是英语的加拿大和美国。 |
| 拉美区   | 西班牙语                                 | 南美洲 · 墨西哥 · 中美洲 | Axeso5                               | 无注册限制。                                                          |
| 印尼     | 印尼语                                   | 印度尼西亞               | PT Megaxus Infotech                  | 无注册限制，客服端和服务器均封锁国外部分IP。                          |
| 巴西     | 葡萄牙语                                 | 巴西                     | Kaizen Games                         | 无注册限制。                                                          |
| 欧洲区   | 英语／法语／西班牙／德语／意大利语／俄语 | 欧洲国家                 | alaplaya                             | 无注册限制。官网提供俄语但是游戏不提供俄语。                          |
| 英国     | 英语                                     | 英国                     | G10（T3子公司）                      | 无注册限制。                                                          |
| 柬埔寨   | 高棉语                                   | 柬埔寨                   | VTC                                  | 需要系统支持高棉语。                                                  |

## 游戏模式

### 单人模式
- 练习模式（分四键或八键）-仅在新手频道开放
- 个人普通模式
- 个人同步模式
- 个人同步八键模式
- 高级个人同步模式
- 动感模式（分四键或八键）
- 自由模式
- 疯狂自由模式
- 疯狂个人同步模式（分四键或八键或九键）
- 领舞模式
- 升级模式
- 剧情模式
- 疯狂动感模式（分四键或八键）
- 激舞模式（Beat UP）（分四键或六键）
- 旋转模式（BeatRush）（分四键或八键）
- The Fiery Concert (吉他模式) (韓國已更新 期他版本將更新 針對該模式的實物結他控制器另外發行)
- Space Bang Bang 空白鍵模式
- Rhythm Holic

### 多人模式
- 团队普通模式
- 团队自由模式
- 团队Crazy自由模式
- 斗舞模式
- B-Boy模式（分四键和八键）
- 情侣模式（分四键和八键）
- 高级情侣模式
- 夜店模式（分四键和八键）
- 团队动感模式（分四键和八键）
- 团队同步模式（分四键和八键）
- Club Dance（分四键和八键）
- Club Dance Ⅱ
- Club Dance Ⅲ
- 婚礼派对
- Love Party
- 恰恰模式（分四键和八键）
- Special B-Boy模式（分四键和八键）
- 夢幻情侶模式 (Couple Dance 31)（分四键和八键）
- 团队BeatUp模式（分四键和六键）
- 团队BeatRush模式(分四键和八键)

### 大奖赛模式
- 普通大奖赛
- 情侣大奖赛
- 激舞大奖赛
- 团队大奖赛
- 拉丁舞大獎賽
- BeatRush大獎賽
- 吉他大獎賽
- 挑戰者大獎賽

## 大中华区游戏事件

### 劲舞团代理权问题
2007年5月21日，久游网与T3 Entertainment因游戏代理权欠款问题导致双方反目，虽然双方最后达成和解，但是却造成了不小的损失。
1. 久游网失去劲舞团续作的代理权与在日本上市的机会[12]；
2. T3也因为代理纠纷而造成其全资子公司G10在欧洲上市的失败[13]；
3. 九城虽然拿到劲舞团续作的代理权但是不得使用任何劲舞团字样[14]。

### “舞魅”裸聊事件
新浪劲舞团版主在其博客上发表一篇日志，指责劲舞团游戏内一女性公会舞魅在网络上架设裸聊聊天室，并提供色情服务。

由于该日志在被新浪游戏频道推荐之后被各大游戏网站转载，导致舞魅俱乐部在一时之间成为众矢之的。

后经舞魅内部调查，很快发表声明，声称该新闻系有人陷害并且指出新浪版主同时也是舞魅敌对公会TK的好友，因此认为是TK对舞魅进行栽赃嫁祸。

### “辽宁女”事件
2008年5月19日-5月21日，中华人民共和国政府因四川大地震而设的全国哀悼日期间，一个自称劲舞团玩家的女性网友发表一篇视频演讲进行指责，随后因为该视频导致各个游戏论坛的劲舞团版面被冲击，网友强烈要求封杀劲舞团。因为该女子为辽宁口音，因此被称作辽宁女。

随后中国大陆网友掀起大规模的人肉搜索行动，进而将该女性网友的全部资料曝光。同时也迫使当地政府以扰乱社会治安将其行政拘留。

但久游网方面一再强调该玩家并非劲舞团玩家，并且指责有同业公司进行栽赃。

由于此事件，导致后来劲舞团被文化部点名批评。

### 文化部点名事件
2008年7月14日，文化部文化市场司、国务院新闻办公室网络局在“加强网络游戏监管通气会”点名批评了劲舞团违背社会公德。

在此前后，网络媒体及平面媒体上掀起了一阵抵制劲舞团的呼声，要求国家封杀劲舞团。

迫于形势，劲舞团官方宣布与“非主流”、“火星文”等现象决裂，并且提供 举报平台 （页面存档备份，存于） 提議玩家检举。

事后也有人指出，抵制劲舞团是同类型游戏热舞派对官方完美暗中促成。

### 劲舞团少年杀人事件
2008年6月19日，贵州省石阡县发生一起凶杀案。17岁少年刘萧将另一名17岁少年田伟用水果刀刺死。事件起因由于刘萧女友任晓林因为劲舞团游戏认识田伟，进而导致刘萧醋意大发，最终酿成悲剧。

### 香港劲舞团“恐吓斩人事件”
2008年1月4日，蘋果日報報導了有關本遊戲的恐嚇事件；事緣一位名叫「反叛．靈」的網友，因不滿他的女朋友「BEAT☆萌」在一次比試中輸給另一位網友「阿心」的弟弟，結果在一怒之下便發表了「血流成河吧，重演我4年前喺長沙灣斬人」等言論。

最後阿心目睹其弟的神情呆滯並細問因由才揭發事件並報警，香港警務處已對該事件進行全面調查。

### 劲舞团香港讨论区“毒品兜售事件”
2007年7月7日，崇正中学中四学生吴世宇（网络化名：木村细雨）在劲舞团香港讨论区兜售毒品，谎称自己有K粉出售。今年8月19日，香港地方法院判处吴世宇自簽5百元，守行為一年，及付300元堂費。

### 劲舞团台湾代理与韩国原厂矛盾激化
继中国大陆区代理与原厂就代理权续约发生矛盾之后，台湾区代理因思锐也因为劲舞团在台湾代理权问题与韩国官方发生矛盾。

2009年2月19日，因思锐在其官网上发表声明。根据其内容来看，因思锐极有可能会放弃劲舞团的续约。

目前因思锐在主推一款与劲舞团性质相同的游戏，该游戏由因思锐自行开發，并命名为“劲舞团2”。
经证实台湾劲舞团2其实就是9you开发的GT劲舞团2，可见继9you和韩国开发商发生纠纷后，因思锐也和韩国开发商的原因和GT劲舞团2有关。

### 因玩劲舞团 90后未婚妈妈惨遭抛弃
15岁成都少女王燕（化名）通过劲舞团结识20岁重庆男子江波，同居两个月后王燕因无法接受现实中的男友而返回成都家中。后竟发现自己意外怀孕，但江波却不肯承认孩子是自己的。王燕因不敢告诉自己的父母而去重庆寻找男友江波，进而逗留重庆长达五个多月。最后在重庆一旅社产下女儿。

### 劲舞团续作之争
1. 2009年1月7日，由因思锐开发的劲舞团2在台湾地区封测[27]；
2. 2009年4月17日，由久游开发的GT劲舞团2开启内测[28]；
3. 2009年4月10日，九城宣布由T3 Entertainment开发的正版劲舞团续作定名为快乐星期舞。[29]
4. 2012年2月8日，博瑞接替九城宣布由T3 Entertainment开发的正版劲舞团续作定名为劲舞堂。[30]

## 大中华地区以外的游戏事件

### “不雅”歌词事件
由于各地法律和习俗的不同，常常造成某些歌曲在东南亚区、菲律宾区或印尼区因为当地风俗习惯的被删除或删节。

同样的事情也发生在美国，北美代理中也不得不迫于游戏定位为“十岁以上儿童适宜”的标准，而对部分歌曲的歌词进行删减。

### 越南服务器游戏道具“乱涨价”
从2007年5月起，越南服务器更新到6034版本，同时越南区所有的游戏道具物价全部比韩国原厂上涨20%，同时不少原本只需要游戏币购买的道具也转变成需要现实货币购买的道具。

### “置入性行销”问题
从2007年年底开始，韩国T3就在其韩国服务器上开始进行“置入性行销”。

其手段包括为广告商制作专门的游戏虚拟服装、游戏舞台等等，后期更在游戏结束画面中强行加入游戏角色喝某品牌饮料的动作。

2008年，在中国大陆区服务器，久游网与某品牌手机也在劲舞团服务器上做过置入性行销。

### 韩国服务器关闭海外注册平台
2008年10月23日，韩国代理商之一的Bugs正式宣布退出代理行列。

12点08分，Bugs关闭了开办两年只针对非韩国玩家的“海外用户注册平台”。

2点-3点，Bugs开始关闭劲舞团韩国官网页面。

同时，Bugs将原劲舞团官网地址指向其帮助页面，而同时也开辟了从Bugs迁移到ClubAudition的转移通道。

但是无论是迁移数据还是重新注册，ClubAudition都要求用户通过韩国身份验证。也就是说韩国服务器的“海外注册通道”彻底关闭。
然而在2011年11月11日Bugs再次代理劲舞团。

### 北美服务器关闭
2009年2月24日，美国Nexon发布公告宣布不再续约代理劲舞团。

同时宣布北美服务器将在3月10日最后一次服务器检测，删除一些版权歌曲和付费项目。并承诺将在近期公布赔偿方案。

### 北美服务器重開
由《勁舞團》開發商注資的RedBana自2009年4月14日起正式代理北美勁舞團的營運。

2009年3月23日，RedBana官網正式啟動，并開放帳號申請。

2009年3月25日，原Nexon官網開啟跳轉服務，并逐步關閉Nexon勁舞團官網。

2009年4月17日，RedBana正式提供勁舞團北美區服務。

### 柬埔寨地區伺服器開放
2010年2月21日，由越南VTC公司代理勁舞團在柬埔寨地區的營運，版本與越南伺服器一致。

## 外部連結

### 世界各地劲舞团官网
- 中国大陆劲舞团官网（页面存档备份，存于）（简体中文）
- 中国大陆劲舞团 怀旧版 官网（简体中文）(停运 情况不详)
- 台湾劲舞团官网 （页面存档备份，存于）（繁體中文）
- 香港劲舞团官网（繁體中文）
- 韩国劲舞团 Ncucu 官网（Ncucu原名ClubAudition）
- 韩国劲舞团 Bugs 官网(停运 情况不详)
- 韩国劲舞团 NEXON 官网
- 韩国劲舞团 Pmang 官网(停运 情况不详)
- 韩国劲舞团 Naver 官网
- 韩国劲舞团 Hanbito 官网（页面存档备份，存于）
- 韩国劲舞团 Hangame 官网 （页面存档备份，存于）
- 日本劲舞团 hanbitstation代理商 官網（日語）
- 日本劲舞团 hangame 代理商 官网（日語）
- 东南亚劲舞团（新加坡、马来西亚等国） 官网 （页面存档备份，存于）（英文）
- 泰国劲舞团官网 （页面存档备份，存于）（泰文）
- 泰国PVS劲舞团官网 （页面存档备份，存于）（泰文）
- 越南劲舞团官网（越南文）
- 印度尼西亚劲舞团官网 （页面存档备份，存于）（印尼文）
- 菲律宾劲舞团官网（英文）
- 北美劲舞团官网（英文）
- 拉丁美洲劲舞团官网（西班牙文）
- 巴西劲舞团官网（葡萄牙文）(停运 情况不详)
- 欧洲劲舞团官网（德文）（英文）（法文）（西班牙文）（意大利文）（葡萄牙文）（土耳其文）（荷兰文）（波兰語）（俄文）
- 英国劲舞团官网（英文）（停运 游戏数据并入美服）
- 柬埔寨劲舞团官网 （页面存档备份，存于）（高棉文）

### 勁舞團中文地區資料站（非官方）
- 勁舞團資料站 （页面存档备份，存于）（简体中文）
- 勁舞團資料站 （页面存档备份，存于）（繁體中文）